# Antoine Pesne

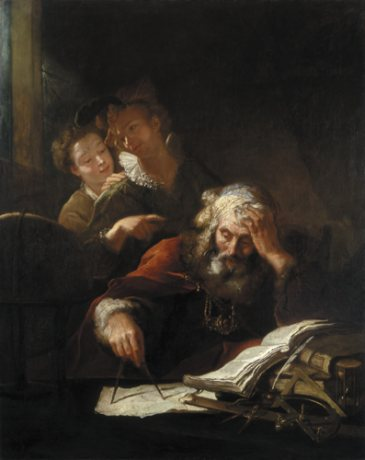
Geometra (ok. 1710), Muzeum Narodowe we Wrocławiu

Antoine Pesne (wym. Antłan Pen) (ur. 23 maja 1683 w Paryżu, zm. 5 sierpnia 1757 w Berlinie) – francuski malarz i rysownik okresu rokoka, nadworny malarz królów pruskich.

## Życiorys
Był uczniem Charlesa de La Fosse’a. Studiował w Rzymie i Wenecji. Od 1711 działał w Berlinie. W 1720 mianowany został członkiem Akademii Sztuk Pięknych, później jej dyrektorem.
Malował kompozycje mitologiczne, historyczne, alegoryczne, sceny rodzajowe i przede wszystkim portrety. Wykonał dekoracje zamków Rheinberg (1738–40), Charlottenburg w Berlinie (1742) i Sanssouci w Poczdamie (1745–46). Na zamówienie Heinricha Adriana von Borcke wykonał w roku 1753 portrety osób z tego rodu (według różnych źródeł od 4 do nawet 20 sztuk), które spłonęły w 1945 r. wraz z podpalonym przez żołnierzy Armii Czerwonej pałacem rodowym Borków w Starogardzie.

## Wybrane dzieła
- Autoportret (1728), 81,5 × 66 cm, Galeria Obrazów Starych Mistrzów w Dreźnie
- Autoportret z córkami (1754), 167 × 150 cm, Gemäldegalerie, Berlin
- Chiromanta, Muzeum Narodowe w Warszawie
- Dziewczyna z gołębiami (1728), 76 × 61 cm, Galeria Obrazów Starych Mistrzów w Dreźnie
- Fryderyk II, król Prus (ok. 1736), 266 × 178 cm, The Royal Collection, Londyn
- Fryderyk Wielki jako następca tronu (1739), 78 × 63 cm, Gemäldegalerie, Berlin
- Geometra (Pitagoras?) (ok. 1710), Muzeum Narodowe we Wrocławiu
- Marianne Cochais (ok. 1750), 78,5 × 107 cm, Pałac Charlottenburg, Berlin
- Nicolas Vleughels (1724–1725), 131 × 99 cm, Luwr, Paryż
- Pendant do Wróżba Cyganki (ok. 1710), Muzeum Narodowe we Wrocławiu
- Portret Anny Orzelskiej z mopsem (ok. 1728), 233 × 157 cm, Pałac w Nieborowie
- Portret chłopca (Puttkamer?) (1737), 79,5 × 64,5 cm, Muzeum Narodowe w Warszawie
- Portret damy w turbanie (1710), 72 × 54,5 cm, Galeria Obrazów Starych Mistrzów w Dreźnie
- Portret Friedricha Ernesta von Knyphausena (1707), 195 × 142 cm, Muzeum Narodowe w Warszawie
- Portret Heinrich Vogel (przed 1746), 143,5 × 108,5 cm, Muzeum Narodowe w Warszawie
- Portret kobiety w stroju orientalnym (ok. 1715), 83 × 67 cm, Muzeum Narodowe w Warszawie
- Portret Ludwiki Ulryki Hohenzollern (ok. 1744), 145,5 × 110,5 cm Muzeum Narodowe w Warszawie
- Portret młodego mężczyzny z szarfą orderu Orła Czarnego (1711–1712), 90 × 77,5 cm, Muzeum Narodowe w Warszawie
- Portret tancerki Barbary Campanini (La Barbarina) (ok. 1745), 221 × 140 cm, Pałac Charlottenburg, Berlin
- Portret Sophia Hedwig von Tettau (ok. 1730), 130 × 99 cm, Muzeum Narodowe w Warszawie
- Portret von Erlacha z rodziną (1711), 288 × 317 cm, Ermitaż, Sankt Petersburg
- Sielanka (Mendor i Angelika) (1751), Muzeum Łazienki Królewskie.
- Wróżka (po 1710), 222,5 × 218,5 cm, Ermitaż, Sankt Petersburg

Przypisuje mu się również portret Teofili Działyńskiej z sali jadalnej zamku w Kórniku, znany jako Biała Dama, który został przewieziony do zamku ok. 1854 z kościoła w Runowie Krajeńskim.